# Éolienne de Pargues

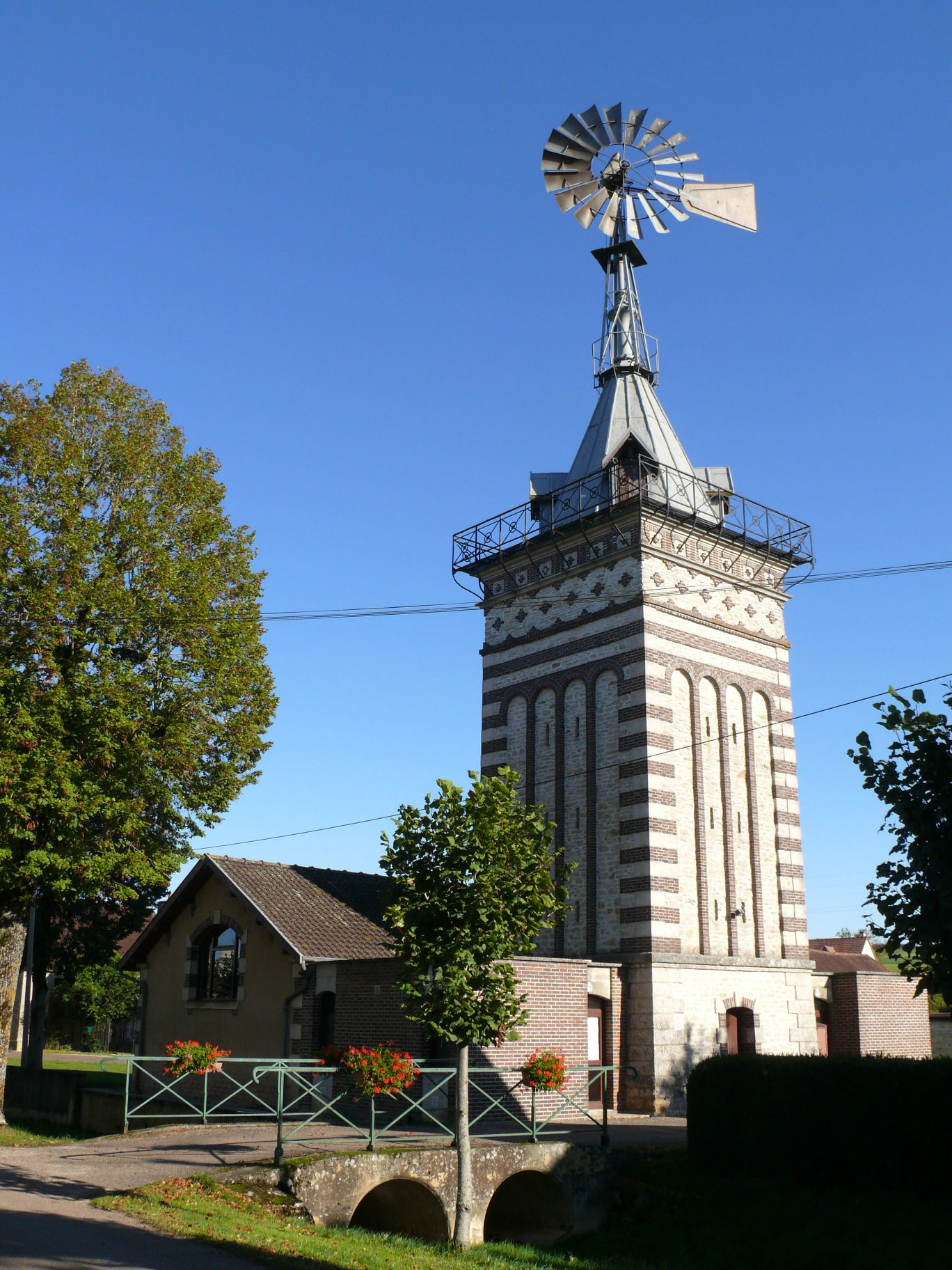
L'éolienne dans son ensemble.

L'éolienne de Pargues est située dans l'Aube, en France.

## Description
Le château d'eau et l'éolienne datent de 1901 à 1903 et ont été refaits en 1923 avec une machine Van Sante-Baëtens. La roue, en acier, mesure 4,50 m de diamètre.
Le moulin hydraulique construit en 1902 par Henri David, mécanicien à Orléans, est toujours en place dans le village de Pargues. Il servait à remonter l'eau d'une source profonde pour remplir un château d'eau situé à la sortie de Pargues, à droite sur la rue Féré. Il alimentait aussi l'ancien lavoir à l'actuel emplacement de la salle des fêtes. De 1903 à 1923, le moulin était doté de pales en bois de 9,50 mètres de diamètre. La construction soignée en brique et pierre s'élevait avec les pales à 30 mètres de hauteur. C'était à l'époque le plus grand modèle en France. Son rendement était de 6000 litres à l'heure. La tour carrée, haute de 15 mètres, a été construite par un architecte du village situé à 6 km de distance, qui se nomme Ludovic Sot. En 1923, les pales en bois ont été remplacées par des pales en métal de 5 mètres de diamètre. Il fut endommagé en 1980 par la tempête et restauré pendant deux ans. Puis cet épisode recommença avec la tempête de 1998 à la suite de laquelle il fut définitivement arrêté par les autorités du village car il ne pouvait pas être restauré.[réf. nécessaire]

## Localisation
L'éolienne est située au 3 bis rue de l'Orme.

## Historique
L'édifice est inscrit au titre des monuments historiques en 2011.